# 파일 공유
파일 공유(영어: file sharing)는 이를테면 컴퓨터 프로그램, 멀티미디어 (오디오, 비디오), 문서, 전자책과 같은 디지털로 저장된 정보로의 접근을 제공하거나 배포하는 행위를 말한다. 이는 다양한 저장, 전달, 배포 모델에서 행해진다. 일반적인 방식으로는 이동식 매체를 사용한 수동 공유, 아니면 컴퓨터 네트워크, 월드 와이드 웹 기반의 하이퍼링크된 문서 상에서의 컴퓨터 파일 서버 설치, 또는 P2P 네트워킹의 이용을 들 수 있다.
1990년대 말에 MP3 음악 포맷이 인기를 끌자 전자 파일 공유에 도움을 주도록 설계된, 냅스터를 비롯한 여러 소프트웨어의 출시와 성장을 이끌었다. 잘 알려져 있는 다른 네트워크로는 그누텔라, eDonkey2000, 지금은 없어진 카자 네트워크와 WinMX, 또 비트토렌트를 들 수 있다.

## 종류

### P2P 네트워크
인터넷 상에서 가장 잘 알려진 파일 공유 가운데 일부가 P2P 네트워크로, 이를테면 그누텔라, 라임와이어, 그누텔라2, 아이메시, 이동키 네트워크가 있다. 인터넷의 파일들은 네트워크 상의 다른 사용자들로부터 직접 내려받을 수 있다. 일반적으로 큰 파일들은 더 작은 덩어리들도 잘려나가며 다운로드 프로그램을 통하여 여러 명의 사람들이 보내는 덩어리들을 하나로 합친다.

### 파일 호스팅 서비스
파일 호스팅 서비스는 P2P 소프트웨어를 단순히 대체하는 것이다. 전자 우편, 포럼, 블로그, 또 파일 호스팅 서비스로부터 직접 다운로드를 할 수 있게 하는 링크를 추가할 수 있는 인터넷 협동 도구로 이용된다. 이러한 사이트들은 보통, 다른 사람들이 내려받을 수 있게끔 하는 호스트 파일들이다.

## 파일 공유 프로그램
파일 공유 프로그램은 P2P 프로토콜을 이용하여 사용자들끼리 파일을 주고 받도록 돕는 프로그램이다. 주로 검색 및 전송 기능이 주가 된다. 대한민국에서는 초고속 인터넷망의 보급으로, 2000년대부터 소리바다가 널리 쓰이기 시작했다.

## 클라이언트의 종류
- 웹링크로 공유를 표현하는 클라이언트: Zapr
  - 장점: 공유 내용을 업로드 할 필요가 없고, 조작이 간단하며, 공유내용의 크기나 종류에 아무런 제한이 없으며, 웹링크로 표현하기 때문에 액세스하려는 쪽에서는 클라이언트를 설치할 필요없이 다만 브라우저만 있으면 된다.
  - 단점: 공유를 하는 쪽에서 컴퓨터를 켜놓아야한다.
- 중심화 클라이언트: 오픈냅
  - 장점: 빠른 검색 및 다운로드
  - 단점: DoS 공격과 법적 공격에 취약하다.
- 비중심화 클라이언트: 누텔라
  - 장점: 신뢰도가 높고 잘 꺼지지 않는다.
  - 단점: 일반적으로 중심화 시스템보다 더 느리다.
- 비중심화 추적 기반 클라이언트: 비트토렌트
  - 장점: 한 개의 파일 위에 비트토렌트 네트워크의 중심화가 이루어지므로 매우 빠르다. 그러므로 새롭고 커다란 파일을 내려받는 데 주로 사용된다. 추적 사이트에서 비트토렌트 관련 파일을 업로드해 놓는다.
  - 단점: 중점적인 검색을 할 수 없으며, 추적 사이트는 자주 법적 문제로 인해 비트토렌트 관련 파일의 제공을 중단하는 경우가 많다.
- 다중 네트워크 클라이언트
  - 장점: 거의 언제나 클라이언트 쪽에서 하나 이상의 네트워크에 연결할 수 있다.
  - 단점: 지속적으로 개인 네트워크의 변경 사항과 업데이트를 행한다.
- 비익명 P2P: 프리넷, 그누넷, MUTE, I2P
  - 장점: 정보와 개념의, 검열이 없는, 자유로운 흐름을 허용한다.
  - 단점: 오버헤드 때문에 일반 P2P보다 속도가 느리다.
- 개인 파일 공유 네트워크

## 저작권 침해
파일 공유를 통해 저작권이 있는 매체를 파일 형태로 전송하는 것이 가능하기 때문에, 파일 공유에는 저작권 침해에 관한 법적 논점이 있다.
수많은 파일 공유 프로그램과 서비스가 미국 레코드 공업 협회와 미국영화협회와 같은 단체의 소송 때문에 중단되고 있다. 2000년대 초에 저작권 침해에 대항한 싸움은 파일 공유 소프트웨어의 개인 사용자에 대항한 소송으로까지 번지게 되었다.

### 대한민국
파일을 공유받을 수 있도록 제공하는 것은 2010년 기준으로 시행되고 있는 저작권법상 '전송'에 해당한다. 저작권자의 요청이 있을 경우, 인터넷 서비스 제공자는 저작물의 전송을 중단시켜야 한다. 이는 P2P를 포함하여 컴퓨터로 상호간에 파일 전송을 할 수 있는 서비스를 제공하는 사업자에게도 해당된다.

## 같이 보기
- 파일 공유 프로그램
- 와레즈
- 코피미즘 전도 교회
- 파이러트베이
- 해적당